# Eburia pilosa
Eburia pilosa es una especie de escarabajo longicornio del género Eburia, tribu Eburiini, familia Cerambycidae. Fue descrita científicamente por Erichson en 1834.
Se distribuye por Bolivia, Chile, Colombia, Ecuador, islas Galápagos y Perú.

## Descripción
La especie mide 13,9-35 milímetros de longitud. El período de vuelo ocurre en los meses de enero, febrero, marzo, abril, julio, noviembre y diciembre.